# Valgjärve (plaats)
Valgjärve (Duits: Weißensee) is een plaats in de Estlandse gemeente Kanepi, provincie Põlvamaa. Valgjärve heeft de status van dorp (Estisch: küla) en telt 169 inwoners (2021).
Tot in oktober 2017 lag Valgjärve in de gelijknamige gemeente. In die maand werd Valgjärve bij de gemeente Kanepi gevoegd.
Valgjärve ligt aan het meer Otepää Valgjärv (65,8 ha). Aan de oever van het meer staan twee eiken met de status van beschermd monument. De ene eik heeft een omtrek van 484 cm en een hoogte van 23 m, de andere een omtrek van 499 cm en een hoogte van 24 m.

## Geschiedenis
Valgjärve werd voor het eerst genoemd in 1444 als landgoed onder de naam Weissesee. Zowel de Estische als de Duitse naam betekent ‘wit meer’. In de 18e eeuw viel Valgjärve uiteen. Een deel werd het landgoed Saverna, een ander deel het landgoed Tamme (Duits: Tammen). Het plaatsje Tamme op het gelijknamige landgoed werd in 1977 bij het dorp Puugi gevoegd. Een derde deel bleef Valgjärve heten.
Na de onteigening van het landgoed door het onafhankelijk geworden Estland ontstond in de jaren twintig van de 20e eeuw een nederzetting Valgjärve op het terrein van het voormalige landgoed. In de vroege jaren zeventig heette deze Valgjärve-Soona, na 1977 weer Valgjärve.
Van het landgoed zijn drie bijgebouwen bewaard gebleven. Het landhuis is verloren gegaan.

## Foto's

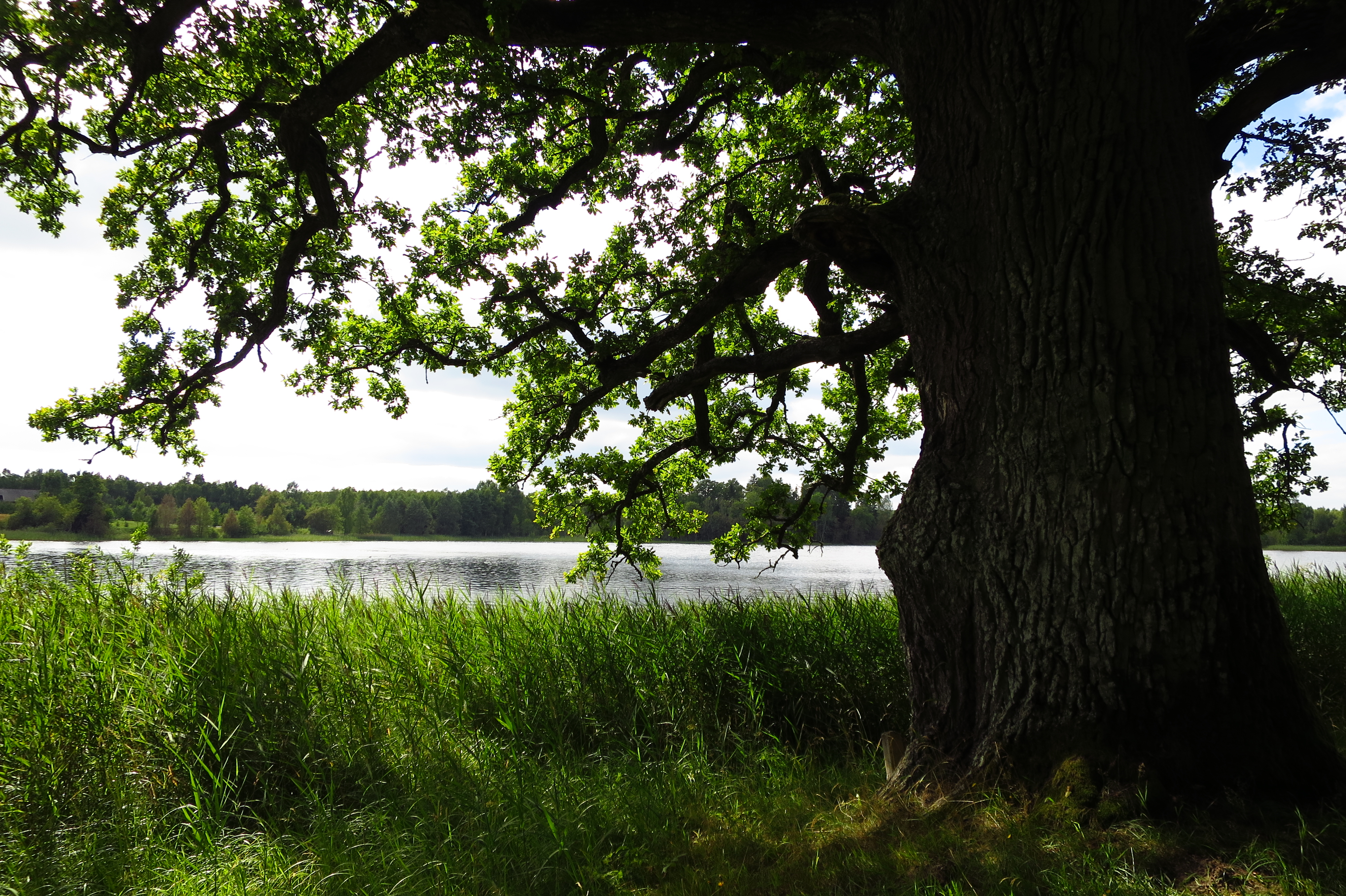
Een van de eiken aan het Otepää Valgjärv
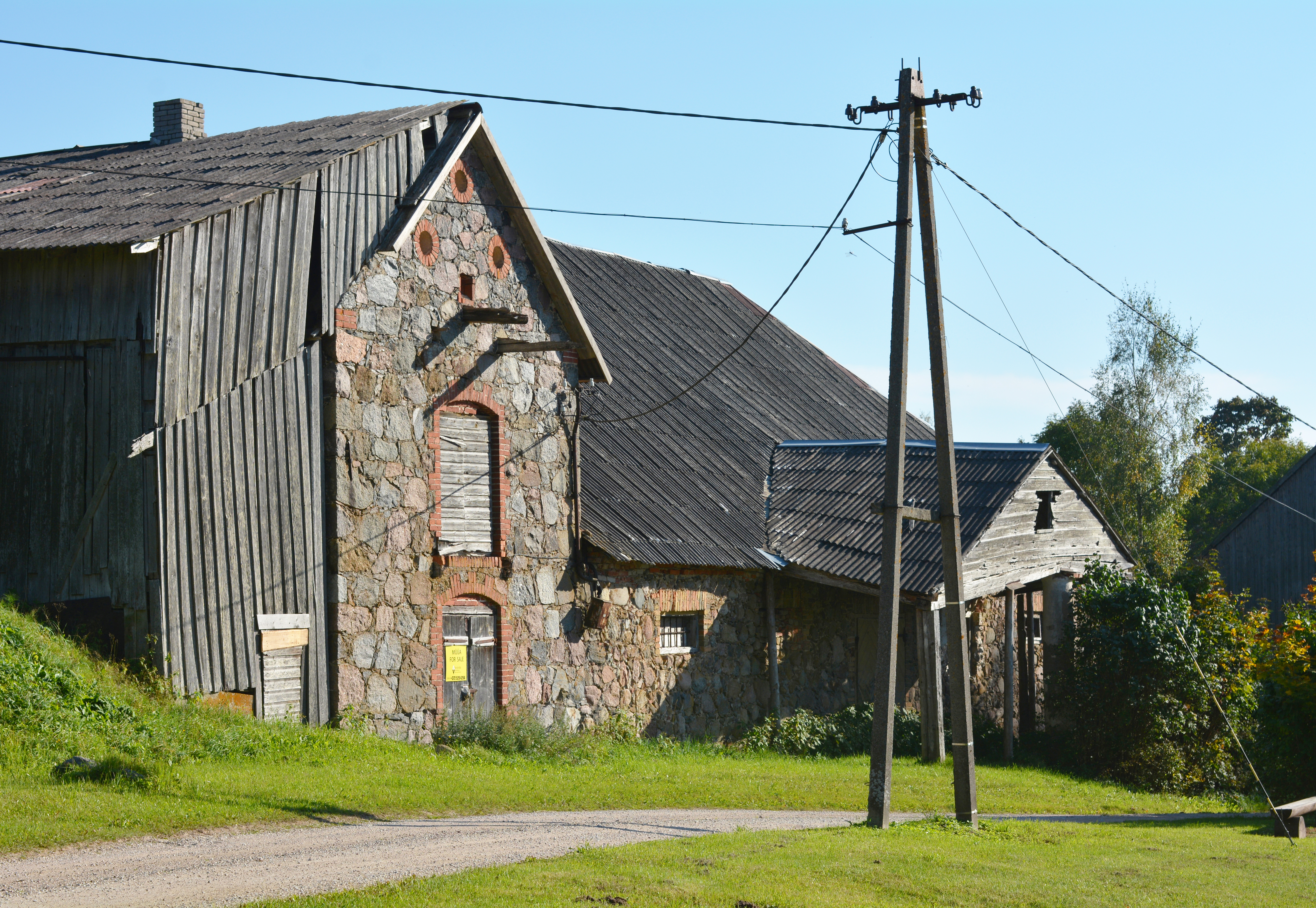
De vroegere droogschuur van het landgoed
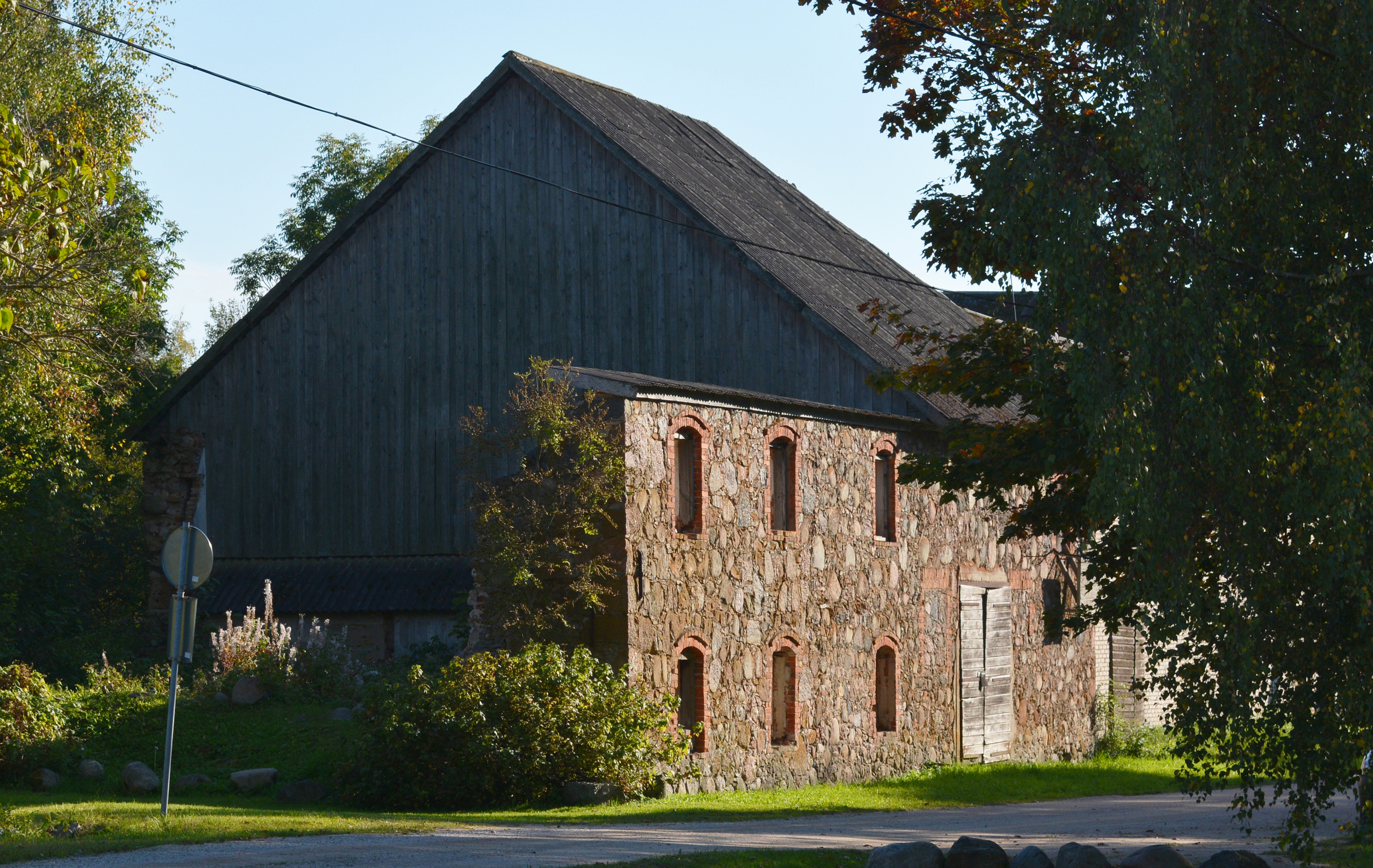
Resten van een landarbeiderswoning